# Hylaeus varians
Hylaeus varians är en biart som beskrevs av Cockerell 1936. Hylaeus varians ingår i släktet citronbin, och familjen korttungebin. Inga underarter finns listade i Catalogue of Life.